# Alexander Borissowitsch Kurakin (1697–1749)

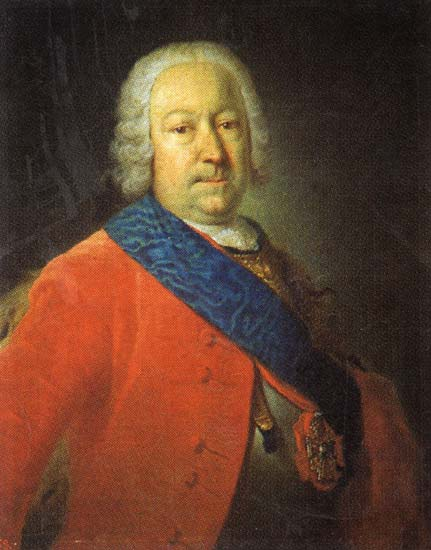
Alexander Borissowitsch Kurakin (1697–1749)

Fürst Alexander Borissowitsch Kurakin (russisch Александр Борисович Куракин) (* 10. August 1697; † 13. Oktober 1749 in Moskau) war ein russischer Staatsmann, Diplomat, Vizekanzler und Oberstallmeister.

## Leben
Er war Mitglied des russischen Hochadels und Sohn des Fürsten Boris Iwanowitsch Kurakin (1676–1727) und dessen ersten Ehefrau Xenia Fjodorowna geb. Lopuchina (1677–1698), Schwester der Zarin Jewdokija Fjodorowna Lopuchina (1669–1731). Sein Vater war russischer Gesandter in London, Hannover, Den Haag, Paris und an den Verhandlungen zum Frieden von Utrecht beteiligt. Alexander Borissowitsch Kurakin der bereits als Kind seinen Vater zu Auslandsreisen begleitete genoss eine hervorragende Erziehung und erlernte mehrere Sprachen. 1722 erhielt er eine Stelle als Berater der russischen Botschaft in Den Haag und reiste darauf an den französischen Hof. Anschließend wurde er russischer Gesandter in Rom, Wien, Hannover, London, Utrecht und nach dem Tode seines Vaters von 1727 bis 1728 in Paris. 1727 als Kammerjunker an den Hof seines Großcousins Zar Peters II. zurück berufen ernannte ihn Zarin Anna im März 1730 zum Kammerherrn und Oberstallmeister. Die Stelle des russischen Botschafters in Berlin trat er 1739 nicht an. 1740 beteiligte sich Kurakin am Sturz seines Widersachers Artemi Petrowitsch Wolynski. Nach ihrer Thronbesteigung machte ihn Zarin Elisabeth im Dezember 1741 zum Mitglied des Staatsrates, ohne großen politischen Einfluss zu nehmen. Zeitweise fungierte er als russischer Vizekanzler. Alexander Borissowitsch Kurakin starb am 13. Oktober 1749 in Moskau.

## Familie

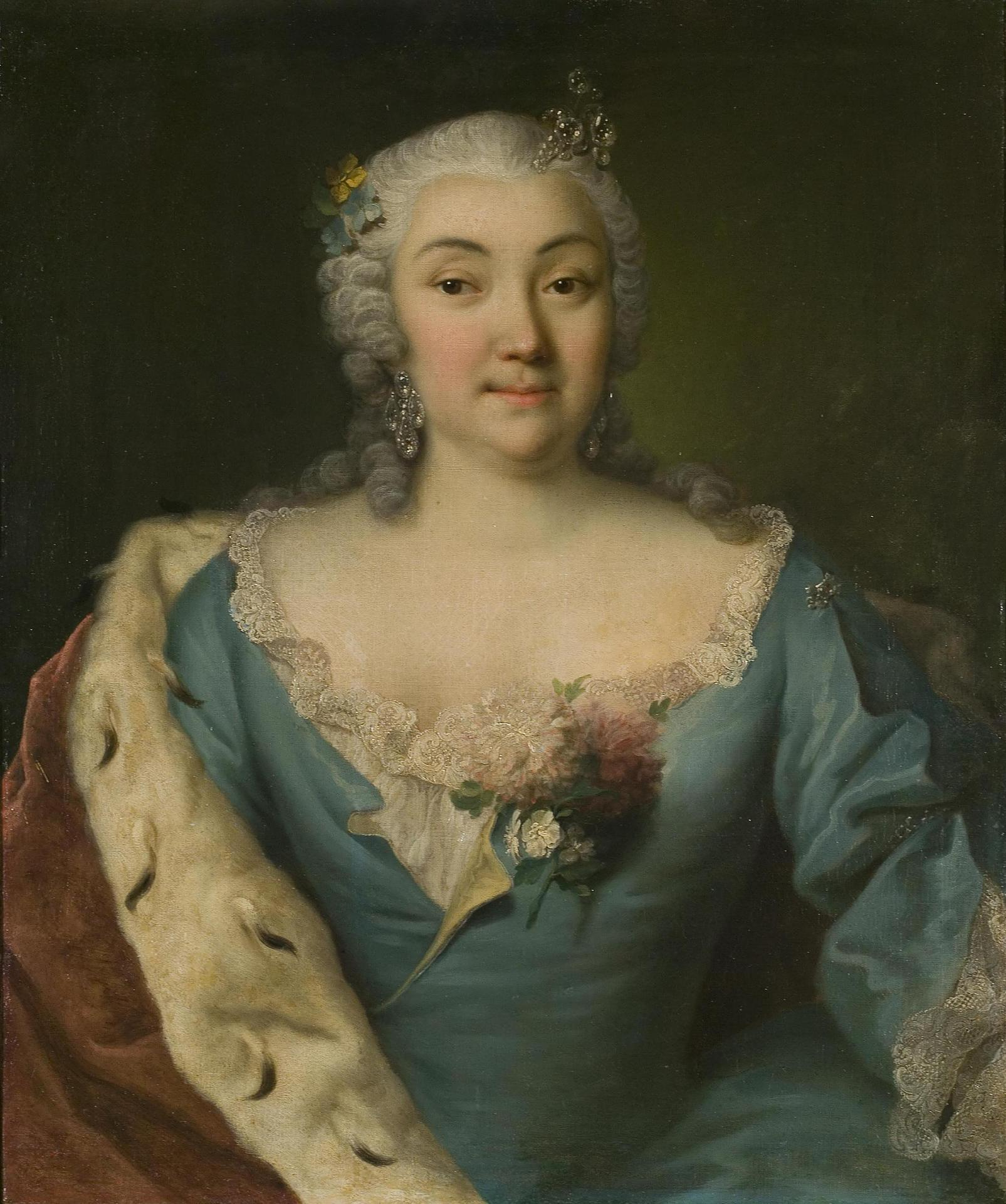
Natalie Alexandrowna Kurakina

Alexander Borissowitsch Kurakin war seit 1730 mit Natalie Alexandrowna Panina (1711–1786) verheiratet. Aus der Ehe gingen neuen Kinder hervor. Sein Sohn war der russische Finanzminister Boris Alexandrowitsch Kurakin (1732–1764). Seine Tochter Natalja Alexandrowna Repnina (1737–1798) war die Frau des russischen Generalfeldmarschalls Nikolai Wassiljewitsch Repnin (1734–1801) und seine Tochter Jekaterina Alexandrowna (1735–1802) die Frau des russischen Leutnants Iwan Iwanowitsch Lobanow-Rostowski (1731–1791). Sein Enkel war der russische Vizekanzler Alexander Borissowitsch Kurakin (1752–1818). 

## Auszeichnungen
- Russischer Alexander-Newski-Orden
- Russischer Orden des Heiligen Andreas